# Навойцев, Пётр Николаевич
Навойцев Пётр Николаевич — советский военачальник, адмирал (30.10.1978).

## Биография
Петр Николаевич Навойцев родился 3 сентября 1920 года на хуторе Восточном в Краснодарском крае в крестьянской семье. После окончания средней школы в 1937 году Петр Николаевич поступил в Московский энергетический институт, где успешно проучился два года. В июле 1939 по призыву ЦК ВЛКСМ «Молодежь — в военные училища» стал курсантом Высшего военно-морского Краснознаменного училища имени М. В. Фрунзе.
Начало войны Петр Николаевич, будучи курсантом выпускного курса, встретил на морской практике на Балтийском флоте. В составе курсантских рот он принял участие в обороне Ленинграда на Лужском рубеже, где был командиром взвода. В октябре 1941 года состоялся досрочный выпуск училища, и Навойцеву было присвоено звание лейтенанта с назначением на должность командира зенитной батареи эсминца «Грозный» Северного флота. Всего с ноября 1941 до марта 1944 года лейтенант П. Навойцев на эсминце «Грозный» совершил более 40 походов, не раз участвовал в проводке, охране конвоев, поиске и преследовании вражеских ПЛ, в минных постановках, пройдя более 30000 миль. Эсминец отразил более 50 воздушных атак, сбив при этом 6 вражеских бомбардировщиков при непосредственном участии лейтенанта П. Навойцева
В марте 1944 года после принятия решения советским командованием о формировании отряда кораблей, принимаемых от союзников, и экипажей для них, старший лейтенант П. Навойцев получил назначение на линейный корабль «Архангельск» (бывший «Royal Sovereign»), участвовал в получении корабля от союзников, в переходе соединения к месту постоянной дислокации и прослужил на линкоре в должности командира зенитной батареи до марта 1945 года.
В марте 1945 г. Петр Николаевич был переведен на Тихоокеанский флот, получив назначение на фрегат ЭК-10 на должность помощника командира корабля, который принял от американцев в США (Аляска, бухта Колд-Бей). На этом корабле участвовал в войне с Японией (в том числе в обеспечении высадки десанта в корейском порту Юки).
После капитуляции Японии Петр Николаевич служил в Порт-Артуре (5й ВМФ СССР) в должностях помощника и командира фрегата, командира эсминца «Расторопный» (1945-1951гг).
После учёбы в Военно-Морской академии им Ворошилова (1951—1954 гг.), которую Петр Николаевич окончил с золотой медалью, командовал соединениями кораблей (1955—1956 гг. — начальник штаба, командир бригады сторожевых кораблей, 1956—1957 гг. — командир бригады эсминцев Балтийского флота).
В 1957 году Петр Николаевич поступил и в 1959 году блестяще закончил с золотой медалью Военную Академию Генерального Штаба ВС СССР.
По окончании академии Петр Николаевич командовал соединениями кораблей (1959 − 1961 гг — начальник штаба эскадры БФ), служил на руководящих должностях в штабе Балтийского флота (1961 −1967 гг — начальник отдела БП-ЗНШ БФ, начальник оперативного отдела -ЗНШ БФ), в мае 1966 года ему было присвоено воинское звание контр-адмирала.
Будучи заместителем начальника штаба флота Пётр Николаевич активно занимался созданием современных основ операции флота на закрытом театре действий, совершенствованием боевой подготовки сил и войск флота, освоением современных кораблей и оружия.
В январе 1967 года контр-адмирал Навойцев получил назначение на должность заместителя начальника оперативного управления Главного Штаба ВМФ.
За годы службы в Главном Штабе ВМФ на должностях заместителя начальника оперативного управления, начальника оперативного управления, первого заместителя начальника ГШ ВМФ (это была эпоха бурного развития Военно-Морского Флота, оснащения сил и войск флота новейшей техникой и вооружением, создания современных основ применения флота) ему посчастливилось длительное время служить и работать с выдающимися создателями океанского ракетно-ядерного флота Советского Союза адмиралами Горшковым С. Г., Сергеевым Н. Д., Егоровым Г. М., Чернавиным В. Н.
Большой личный вклад Петр Николаевич внес в совершенствование форм и способов применения сил (войск) флотов, в практическую их реализацию и отработку в руководящих документах ВМФ, на мероприятиях оперативной и боевой подготовки флотов. Особо следует отметить такие крупные мероприятия оперативной и боевой подготовки ВМФ, как: манёвры «Океан-70» (самое масштабное учение в мировой военно-морской истории, проводившееся в акваториях двух океанов и прилегающих к ним морей, в ходе которых было проведено 31 тактическое и командно-штабное учение, силы флота выполнили около 1000 боевых упражнений), «Океан-75», «Океан-77», «Запад-81», « Запад-84», «Дозор-86» подготовленных и проведенных с его непосредственным участием .
С 1975 года — первый заместитель начальника ГШ ВМФ (звание адмирала П. Н. Навойцев было присвоено в октябре 1978 года).
В декабре 1988 года Петр Николаевич вышел в отставку, но связи с флотом не потерял, до самой смерти в январе 1993 года от болезни сердца он работал в научно-производственном объединении «Дельфин», помогая создавать навигационные комплексы подводных лодок.

## Награды
- орден Красного Знамени
- орден Трудового Красного Знамени
- ордена Отечественной войны 1-й (11.03.1985) и 2-й (2.09.1944) степеней
- три ордена Красной Звезды (5.12.1943, 20.09.1945)
- ордена «За службу Родине в Вооружённых Силах СССР» 2-й и 3-й степеней
- ряд медалей СССР
- орден «9 сентября 1944 года» III степени с мечами (Болгария, 14.09.1974)
- медали НРБ и ЧССР
- Государственная премия СССР (1981)

## Сочинения
- Навойцев П. Оперативная маскировка боевых действий Военно-Морского флота. // Военно-исторический журнал. — 1978. — № 2. — С.41-49.
- Навойцев П. Действия сил Северного флота по защите внешних морских коммуникаций в годы войны. // Военно-исторический журнал. — 1986. — № 2. — С.10-15.